# John Buerger
John Joseph "Joe" Buerger (ur. 19 września 1870 w Saint Louis, zm. 10 listopada 1951 tamże) – amerykański wioślarz, brązowy medalista olimpijski.
Wystąpił na igrzyskach olimpijskich w Saint Louis w 1904 roku, gdzie razem z Johnem Joachimem wywalczył brązowy medal w dwójce bez sternika. Wyprzedzili ich Robert Farnan i Joseph Ryan oraz John Mulcahy i William Varley. W zawodach startowały tylko trzy osady. Był to jego jedyny start olimpijski.